# Nguyễn Văn Thinh
Nguyễn Văn Thinh (né en 1888 et mort le 10 novembre 1946 à Saïgon, aujourd'hui Hô-Chi-Minh-Ville) est un homme politique vietnamien, qui fut en 1946 le premier président de la République autonome de Cochinchine, dans la partie la plus méridionale du Viêt Nam.

## Biographie
Nguyễn Văn Thinh était citoyen français. Il entre en politique en 1926 en rejoignant le Parti constitutionnaliste et fonde le Parti démocrate cochinchinois en 1937. Il devient chef du gouvernement provisoire le 26 mars 1946.
Le 1er juin 1946, l'amiral Thierry d'Argenlieu, haut-commissaire de France en Indochine, suscite la proclamation d'une république autonome de Cochinchine sous la présidence du docteur Nguyễn Văn Thinh. Parce que la formation de ce gouvernement viole un accord préalable d'organiser un référendum sur l'avenir de la Cochinchine, de nombreux Vietnamiens le considèrent comme un traître.
En outre, celui-ci ressent très mal les négociations directes que les Français mènent avec le Việt Minh, en ignorant son gouvernement, estimant qu'elles lui ont fait perdre la face : « Je suis obligé de jouer une farce », déclare-t-il à ce sujet.
Quelques mois après son entrée en fonction, il se suicide dans son bureau le 10 novembre 1946. Son secrétaire particulier le découvre pendu à une poutre avec un fil de cuivre autour du cou. Il est enterré au cimetière Massiges de Saïgon aujourd'hui détruit.

## Sources
- (en) Cet article est partiellement ou en totalité issu de l’article de Wikipédia en anglais intitulé « Nguyen Van Thinh » (voir la liste des auteurs).